# Woolpit Heath
Woolpit Heath – osada w Anglii, w hrabstwie Suffolk. Leży 25 km na północny zachód od miasta Ipswich i 105 km na północny wschód od Londynu.